# Kunstidamaeus diversipilis
Kunstidamaeus diversipilis är en kvalsterart som först beskrevs av Rainer Willmann 1951.  Kunstidamaeus diversipilis ingår i släktet Kunstidamaeus och familjen Damaeidae. Inga underarter finns listade i Catalogue of Life.